# NGC 7486
NGC 7486 is een ster in het sterrenbeeld Pegasus. Het hemelobject werd op 3 december 1877 ontdekt door de Britse astronoom Ralph Copeland.